# ReLÜ
ReLÜ, die Rezensionszeitschrift zur Literaturübersetzung, ist eine Onlinezeitschrift, in der übersetzte Literatur gezielt im Hinblick auf ihre Übersetzung besprochen wird. Sie erscheint in der Regel zweimal jährlich, meist zum Ende eines Hochschulsemesters. 
Die Zeitschrift entstand im Jahr 2005 als Initiative von Studierenden und Lehrenden des Diplomstudiengangs Literaturübersetzen der Heinrich-Heine-Universität Düsseldorf, um ein stärkeres Bewusstsein dafür zu schaffen, dass man bei übersetzten Werken eigentlich die Sprache des deutschen Übersetzers meint, wenn man von der des Autors spricht. Das ist ein Aspekt, der in der Literaturkritik sonst nur selten berücksichtigt wird. 
Besprochen werden grundsätzlich Werke aus allen Sprachen, der Schwerpunkt liegt auf der englischen und den romanischen Sprachen. Ab der Ausgabe No. 5 (2007) wird auch die wissenschaftliche Seite des Übersetzens und übersetzter Literatur näher beleuchtet, damals z. B. mit einem Essay über Antoine Berman.
Zudem wird anhand von Kritiken zu theoretischen Werken oder durch Glossen und Interviews, u. a. mit namhaften Autoren und Übersetzern wie etwa Jean-Philippe Toussaint oder Georges-Arthur Goldschmidt, ein Einblick in die Vielfalt der Übersetzungsmöglichkeiten gegeben.
Die Zeitschrift wurde unter anderem vom Institut für Internationale Kommunikation in Düsseldorf und 2008 vom  Deutschen Literaturfonds Darmstadt gefördert. 2009 fand ein Workshop im Europäischen Übersetzer-Kollegium Straelen, EÜK, mit dem Literaturkritiker Denis Scheck statt.
Ältere Artikel, die nicht auf der Startseite stehen, findet man über die „Suche“, links, in die man entweder den Autorennamen oder den Übersetzernamen oder Teile des Titels eingibt. Man kann in diese Suchzeile auch „Ausgabe“ und eine Zahl zwischen 1 und 15 eingeben, um zeitlich geordnet zu ganzen Ausgaben mit mehreren Rezensionen zu gelangen.